# Gabriele Arnold
Gabriele Arnold (* 30. Januar 1961 in Stuttgart) ist eine deutsche evangelische Theologin und Pfarrerin und seit 2016 Regionalbischöfin  der Prälatur Stuttgart der evangelischen Landeskirche Württemberg.

## Leben
Gabriele Arnold ist Tochter des Oberkirchenrats Walter Arnold. Sie studierte evangelische Theologie in Tübingen, Mainz und Berlin und absolvierte anschließend ihr Vikariat in Laichingen und Berlin. Anschließend war sie als Pfarrerin in Hengstfeld, in verschiedenen Pfarrstellen in Stuttgart sowie in Bad Mergentheim tätig.
Seit dem 27. November 2016 ist Gabriele Arnold Regionalbischöfin der Prälatur Stuttgart. In einem Interview mit der Zeitung Stuttgarter Nachrichten am 27. Mai 2017 unterstützte Gabriele Arnold die Forderung nach einer Segnung gleichgeschlechtlicher Paare in der württembergischen Landeskirche. Im Juni 2017 gab Gabriele Arnold bekannt, dass sie die Schirmherrschaft des Christopher Street Days 2017 in Stuttgart übernimmt. Beides führte zu Kritik in konservativen Kreisen der evangelischen Landeskirche Württemberg. Unterstützung erhielt Arnold durch den Gesprächskreis Offene Kirche und den Lesben- und Schwulenverband in Deutschland.
Ehrenamtlich engagiert sich Gabriele Arnold als Vorsitzende der Evangelischen Mütterkurheime in Württemberg.

## Privates
Gabriele Arnold ist in zweiter Ehe verheiratet und hat drei Söhne.